# Кастел Френтано
Кастел Френтано (итал. Castel Frentano) је насеље у Италији у округу Кјети, региону Абруцо.
Према процени из 2011. у насељу је живело 3220 становника. Насеље се налази на надморској висини од 365 м.

## Становништво
Према резултатима пописа становништва 2011. у општини је живело 4.311 становника.
| 1931. | 1936. | 1951. | 1961. | 1971. | 1981. | 1991. | 2001. | 2011. |
| ----- | ----- | ----- | ----- | ----- | ----- | ----- | ----- | ----- |
| 5.308 | 5.146 | 5.369 | 4.907 | 3.885 | 3.841 | 3.917 | 3.913 | 4.311 |